# Умарова, Лиза Сулимовна
Лиза Сулимовна Умарова (чечен. Умарова Лиза, род. 12 марта 1965, Алма-Ата) — чеченская певица и автор популярных в Чечне песен гражданского и патриотического содержания «Грозный — город-герой», «Душа моя» и ряда других. В одной из первых публикаций о певице Анна Политковская назвала Лизу Умарову «чеченским „Любэ“».

## Биография
Родилась и выросла в Казахстане, закончила Ярославский театральный институт по специальности актрисы драммтеатра. До начала Первой чеченской войны работала в Грозном директором дома культуры, потом переехала и жила в Москве. Получила известность после публикаций Анны Политковской в «Новой газете». В 2009 году после призыва председателя парламента возвращаться на родину Лиза Умарова попыталась вернуться в Чечню. Но по экономическим причинам и после расстрела её старшего брата была вынуждена переехать обратно в Москву. В 2012 году, уехав на гастроли в Финляндию, попросила там политического убежища.

## Творчество
Лиза Умарова начала петь и писать песни после очередной поездки в Чечню, куда ездила за книгами, во время Второй чеченской войны. В своих интервью она рассказывает, что основная идея её творчества связана с желанием «остановить войну, помочь людям, донести до народа то, что там [в Чечне] творится» Первые записи Лизы Умаровой распространялись в Чечне только пиратским образом и были очень популярны. В интервью разным источникам Лиза Умарова рассказывает о сложностях с организацией выступлений, несмотря на известность её песен. В 2006 году участвовала в Сахаровской маёвке.
В марте 2016 года в Хельсинки в культурном центре STOA был представлен моноспектакль певицы под названием «Маршо» («Свобода»), португальского режиссёра Луиша Рапозу да Круза.

## Преследования националистов
После переезда в Москву Лиза Умарова подвергались преследованиям со стороны националистов: они угрожали расправой ей и её детям. 5 сентября 2005 года в Москве на Лизу Умарову и её 15-летнего сына было совершено нападение; суд признал нападавших студентов-националистов виновными в разжигании национальной ненависти и вражды.

## Политическое убежище
В 2012 году, уехав на музыкальный фестиваль, Лиза Умарова вместе с детьми попросила политическое убежище на территории Финляндии. Лиза Умарова прокомментировала прессе, что, находясь там, в первый раз за долгое время почувствовала себя свободной.
Не с первого раза, но ей и её детям всё-таки предоставили политическое убежище. Об этом говорится в фильме об эмигрантах на телеканале «Дождь».